# Ernest James William Barrington
Ernest James William Barrington (* 17. Februar 1909 in Putney (London); † 15. Dezember 1985)  war ein britischer Zoologe und einer der Begründer der vergleichenden Endokrinologie, die er besonders an frühen Chordatieren und Wirbellosen studierte.
Barrington ging in Horsham zur Schule und fiel durch musikalische Begabung als Pianist auf. Ab 1927 studierte er mit einem Stipendium als Organist an der Universität Oxford (Oriel College), wandte sich dort aber der Zoologie zu, die er 1931 mit dem Bachelor-Abschluss (B.A.) mit Bestnoten abschloss. Barrington absolvierte auch die nötigen Voraussetzungen für einen Bachelor in Musik, schloss das aber nicht ab. Zu seinen Zoologie-Lehrern in Oxford gehörten  Edwin Stephen Goodrich und Gavin de Beer, sein Tutor, mit dem er auch Klavier spielte. Danach forschte er in Oxford mit Gavin de Beer und erhielt 1934 einen B.Sc. Schon davor wurde er 1932 Lecturer in Zoologie (und Leiter der Abteilung Zoologie) am University College Nottingham. Dort unterrichtete er alle Aspekte der Zoologie, während die Studenten ihren externen Abschluss an der Universität London machten. Er wurde 1945 Reader an der bald darauf gegründeten Universität Nottingham und 1949 der erste Inhaber des dortigen Lehrstuhls für Zoologie. 1947 erhielt er einen D.Sc. in Nottingham. Er blieb an der Universität Nottingham bis zu seiner Emeritierung 1974.
In Nottingham forschte er am Anfang über das Verdauungssystem von Lanzettfischchen (Amphioxus) und Neunaugen-Larven (Querder). 1939 ging er mit einem Rockefeller-Stipendium für vergleichende Physiologie an die kanadische McGill University zu Boris Babkin. Durch den Zweiten Weltkrieg saß er in Nordamerika fest, war in Harvard und ab 1940 Gastprofessor am City College of New York, bevor er 1942 nach England zurückkehrte. 1943 heiratete er Muriel Catherine Anne Clinton. Ende der 1940er Jahre wandte er sich von vergleichender Zoologie des Verdauungssystems der vergleichenden Endokrinologie zu, zuerst den Langerhansschen Inseln von Rundmäulern und Amphibien. Danach wandte er sich der Erforschung des Ursprungs von Thymus und Hypophyse zu. Vergleichende Endokrinologie war in den 1950er Jahren im Trend, nachdem 1948 in Großbritannien  das erste Lehrbuch der Endokrinologie erschien (von C. D. Turner). Barrington nahm aktiv an den Symposien zur vergleichenden Endokrinologie 1954 in Liverpool und 1958 in Cold Spring Harbour teil und sein Lehrbuch von 1963 machte ihn besonders bekannt.
1950 war er Gründungsmitglied des Institute of Biology und war ab 1980 deren Chairman. Von 1962 bis 1981 war er im Rat der Zoological Society of London. 1976 erhielt er deren Frink-Medaille. Er war Fellow der Royal Society (1967) und 1971/72 deren Vizepräsident. 1973 wurde er Ehrendoktor (D.Sc.) in Nottingham.

## Bücher
- Herausgeber: Cyclic activity in endocrine systems, Symp. Zoolog. Soc. London, Band 2, 1960
- An introduction to general and comparative endocrinology, Oxford: Clarendon Press 1963, 2. Auflage 1975
- The Biology of Hemichordata and Protochordata, Edinburgh: Oliver and Boyd 1965
- Invertebrate Structure and Function, Nelson 1967, 2. Auflage 1979
- Hormones and Evolution, London: E. U. P. 1964
- The Chemical Basis of Physiological Regulation, Chicago: Scott, Foresman 1968
- Herausgeber mit C. B. Jorgensen: Perspectives in endocrinology: hormones in the lives of lower vertebrates, London: Academic Press 1968
- Present molecules and past history, 29. Abbott Memorial Lecture, University of Nottingham 1968
- Herausgeber mit M. Hamburgh: Hormones in Development, New York: Appleton 1971
- Herausgeber mit R. P. F. Jefferies: Protochordates. Proceedings of a Symposium, Symposium Zoological Society London 39, Academic Press 1975
- Herausgeber: Trends in comparative endocrinology, Supplement zu Band 15,  American Zoologist, 1975
- als Herausgeber: Hormones and Evolution, 2 Bände, Academic Press 1979
- Environmental Biology, London: Arnold 1980